# Marian Aguiló

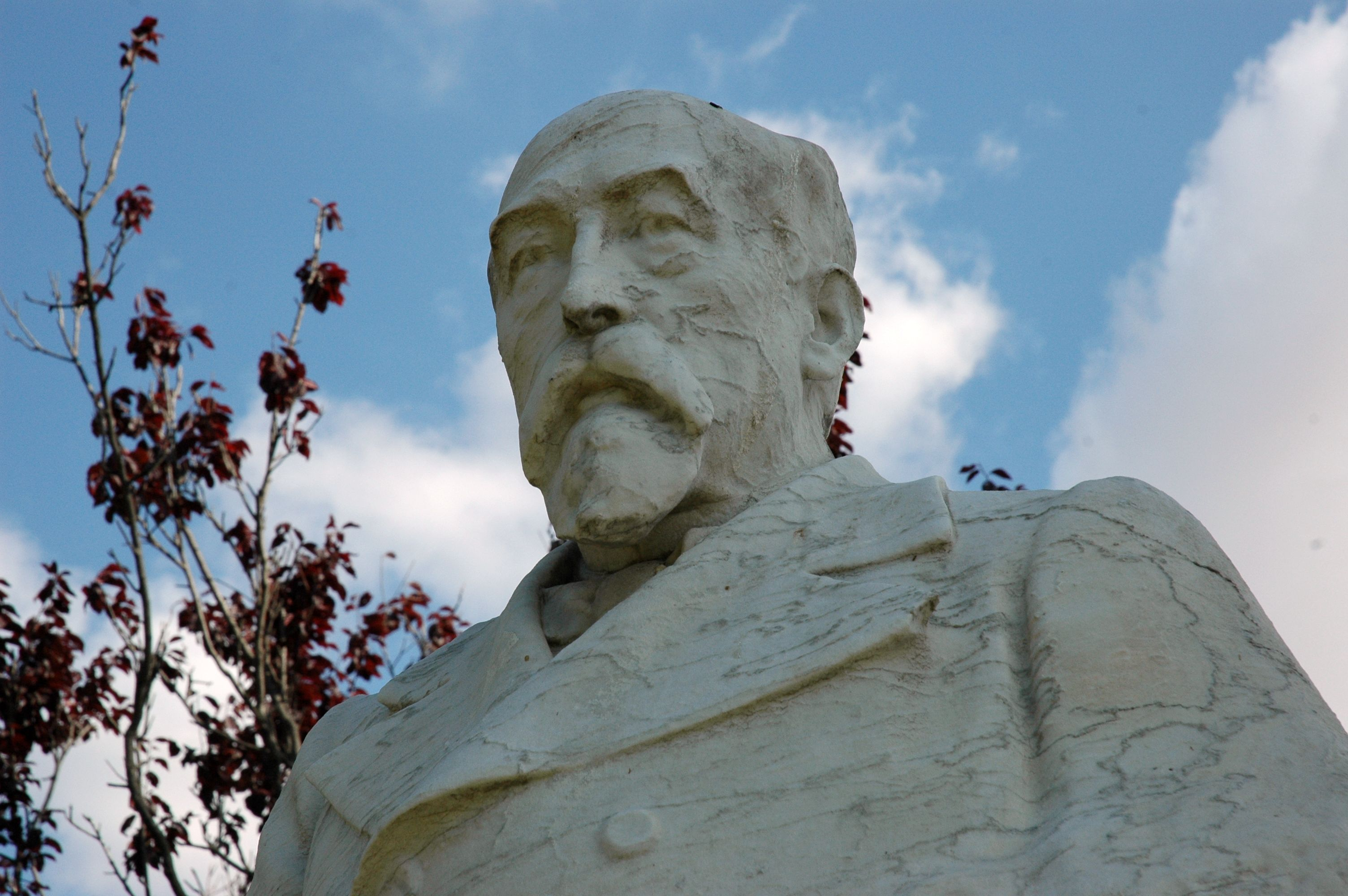
Estatua del escritor, obra del escultor Eusebio Arnau y emplazada en el Parque de la Ciudadela (Barcelona) desde 1907.

Marian Aguiló y Fuster (Palma de Mallorca, 16 de mayo de 1825 - Barcelona, 6 de junio de 1897) fue un poeta y lingüista español de lengua catalana. Hijo de una familia chueta de buena posición económica, su interés por la literatura catalana se despertó desde su juventud.

## Biografía
Realizó estudios de Derecho en Barcelona. Fue uno de los fundadores de la Renaixença. Fue director de la Biblioteca Provincial de Valencia. Posteriormente, dirigió la Biblioteca de Barcelona. Publicó un gran número de obras clásicas de la literatura catalana, siendo leído por múltiples lectores. A partir de la investigación archivística y del trabajo de campo en los territorios donde se habla catalán recogió una gran cantidad de material lexicográfico, que reunió en su Diccionari Aguiló. También escribió un Romancero popular. 
La Biblioteca de Cataluña conserva en sus colecciones libros y manuscritos procedentes de la biblioteca Aguiló, y el Archivo Histórico de la Ciudad de Barcelona custodia una parte de su fondo personal.
Su actividad poética se basó en el conocimiento profundo de la literatura catalana clásica y las fuentes etnológicas.
El libro Els poetes romàntics de Mallorca incluye cinco poemas de Aguiló: Ramon Llull aconsellant al poeta, Aubada, Esperansa, Enamorament impossible y Aixó ray!
Es citado a menudo el siguiente cuarteto en que relaciona lengua, pueblo y nación:

Cap nació pot dirse pobre
si per les lletres reneix.
Poble que sa llengua cobra
se recobra a sí mateix.